# درة تشبي جوكار (مارغون)
درة تشبي جوکار (بالفارسية: دره چپی جوکار) هي قرية تقع في إيران في قسم مارغون الريفي. يقدر عدد سكانها بـ 16 نسمة بحسب إحصاء 2016.